# Locke (película)
Locke es una película británica de 2013, dirigida y escrita por Steven Knight, y protagonizada por Tom Hardy, que, a su vez, es el único actor de la historia que aparece en pantalla. 

## Sinopsis
Ivan Locke es, en apariencia, un hombre tranquilo cuya vida transcurre sin demasiados sobresaltos. Cuando sale de su trabajo y sube a su vehículo, no imagina que su desapercibida vida dará un giro inesperado cuando reciba una llamada que trastocará la tranquilidad de su existencia. Desde ese momento, los aspectos familiares, laborales y personales de Locke referidos a su pasado le harán tomar una serie de decisiones imprevistas.

## Reparto
- Tom Hardy como Ivan Locke.
- Ruth Wilson como Katrina (voz).
- Olivia Colman como Bethan (voz).
- Andrew Scott como Donal (voz).
- Ben Daniels como Gareth (voz).
- Tom Holland como Eddie (voz).
- Bill Milner como Sean (voz).
- Danny Webb como Cassidy (voz).
- Alice Lowe como Hermana Margaret (voz).
- Silas Carson como Dr. Gullu (voz).
- Lee Ross como PC Davids (voz).
- Kirsty Dillon como la esposa de Gareth (voz).

## Recepción de la crítica
En la página Metacritic la película recibió una puntuación de 81/100, con base en los comentarios de 36 críticos.
Olly Richards del magacín Empire concedió la película 4/5 estrellas y expresó: "Hay películas para ver en pantallas grandes, pero esta es una que casi clama por un pequeño cine, rodeada de total oscuridad. Es un experimento audaz brillantemente ejecutado, en donde Tom Hardy da una de las mejores actuaciones de su carrera ".

## Premios
- 2015: Premio Sant Jordi al mejor actor en película extranjera a Tom Hardy.[3]